# Рудый, Михаил
Михаил Рудый (род. 3 апреля 1953, Ташкент) — советско-французский пианист.

## Биография
Из семьи репрессированных, родился в Ташкенте.
В детские годы жил в Воронеже и Новосибирске, юность провёл в Донецке. Окончил Московскую консерваторию, класс Якова Флиера.
В 1975 г. выиграл в Париже один из наиболее значительных мировых пианистических конкурсов — Конкурс имени Лонг и Тибо. В 1977 г. вновь выехал в Париж на гастроли и отказался от возвращения в СССР. Дебютировал в ходе концерта в честь 90-летия Марка Шагала, исполнив Тройной концерт Людвига ван Бетховена вместе с Исааком Стерном и Мстиславом Ростроповичем.
Выступал с ведущими дирижёрами мира, в том числе с Гербертом фон Караяном и Лорином Маазелем, однако особенно тесное сотрудничество связывает Рудого с Марисом Янсонсом. Записал «Картинки с выставки» Модеста Мусоргского, ряд альбомов с произведениями Фридерика Шопена, Иоганнеса Брамса, Ференца Листа, Чайковского, Рахманинова, сонаты для скрипки и фортепиано Франка и Грига с Пьером Амуйялем, выпустил диск с фортепианной музыкой Рихарда Вагнера (оригинальной и в обработках).
В 2008 г. выпустил автобиографическую книгу «Роман пианиста» (фр. Le roman d'un pianiste).